# Juan María Medina Ayllón

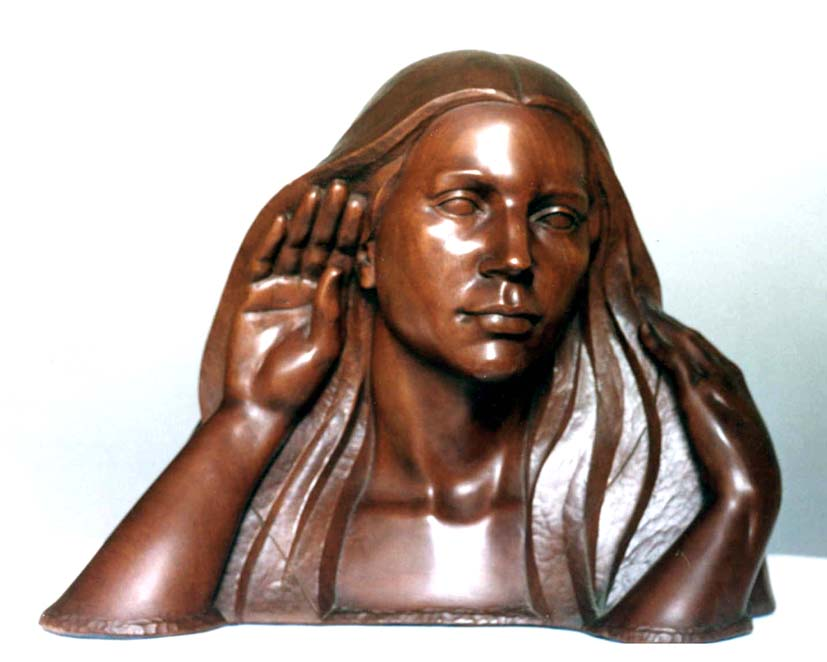
Sensibilidad ('gevoeligheid') van Medina Ayllón

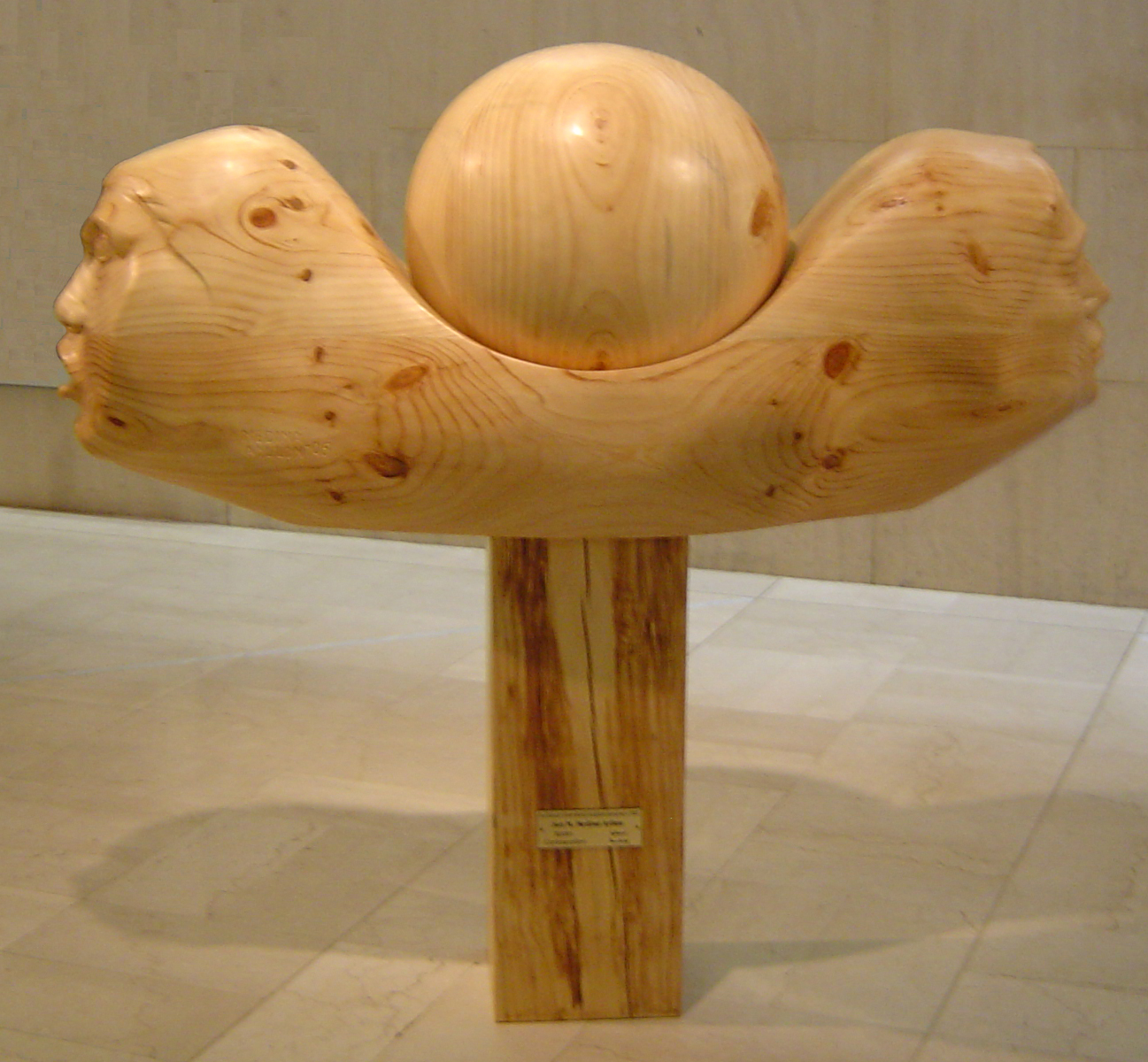
Contraposición in Bahrein

Juan María Medina Ayllón (Villanueva de la Reina, 17 augustus 1943) is een Spaans beeldhouwer.

## Levensloop
In 1962 vestigde Medina Ayllón zich in Barcelona, waar hij aan de kunstacademie Escola de la Llotja studeerde, alsmede aan de Sant Jordifaculteit voor schone kunsten van de Universiteit van Barcelona. In 1987 werd hij docent houtsnijkunst op de afdeling Beeldhouwkunst van de Escola de la Llotja.
Medina Ayllón heeft meerdere werken in verschillende Europese en Amerikaanse landen gerealiseerd, zoals de Opgestane Christus voor de Sant Pacià-kerk in Sant Andreu de Palomar, een monument in Bonmatí ter ere van de oprichter van deze plaats en lichtengelen voor de Alte Oper in Frankfurt am Main.
Hij is schrijver van het didactische boek La Talla en Madera ('houtsnijwerk'), dat tevens naar het Frans vertaald is en waarin onder andere de "Medinamethode" wordt uitgelegd.

## Werken
Werken van Medina Ayllón in musea:
- La Primavera. Museum voor Schone Kunsten. Asuncion (Paraguay)
- Eva. Beeldhouwmuseum van Kemijärvi (Finland)
- Contraposició. Nationaal Kunstmuseum van Bahrein
- Primavera. Stadhuis van Bardonecchia (Italië)
- El Rapte d'Europa. Stadhuis van Sennori (Italië)
- Venus Europea. Stadhuis van Salou (Spanje)
- Quatre elements. Publieke tuin van St. Blasien (Duitsland)
- L'Atleta. Parque Los Barrancos. Alloza (Spanje)[1]

## Prijzen
- 1980 Costa Brava de Palamós prijs (Spanje)
- 1982 Torre de Plata prijs van Martorell (Spanje)
- 1987 Eerste plaats van de houtsnijkunstprijs in Bardonecchia (Italië)
- 1991 Publieks- en Beeldhouwersprijs op de triënnale Internationale Verzetsmanifestatie (Argentinië)[2]
- 1992 Josep Llimona Medaille (Barcelona)
- 1994 Beeldhouwkunstprijs van Asuncion (Paraguay)
- 1995 Publieksprijs van St. Blasien (Duitsland)
- 2001 Prijs Margarita Sans del Cercle Artístic de Sant Lluc (Barcelona)
- 2005 Josep Llimona Medaille (Barcelona)
- 2010 Buitengewone Prijs van de «Primer Encuentro de Talla madera en Ripollet» (Spanje)
- 2011 Eregast op de 17e Internationale Kunstbeurs in Argelès-sur-Mer (Frankrijk)[3]